# 彦克
彦克（1924年—），原名阎克俭，男，山西孝义人，中国作曲家，曾任中国音乐家协会理事。